# Santa Rosa de Cabal
Santa Rosa de Cabal é uma das principais cidades do departamento colombiano de Risaralda com uma população de 72.230 habitantes entre suas áreas rurais e urbanas. A Cidade das Araucarias como é conhecida tem uma superfície de 564 km² e localizado na zona andina colombiana, especificamente a região cafetera, tem um clima temperado de montanha, com uma temperatura média de 19°C.

## História
Santa Rosa de Cabal foi um pilar importante no desenvolvimento da colonização antioqueña que incluiu as terras do vale do rio Risaralda e a fundação de grande parte dos povos do norte do Vale do Cauca, como O Cairo, Anserma Novo, Versalles, O Águia, etc., e influenciou no repoblamiento de Cartago.

## Símbolos
Bandeira: Retângulo 1:2 terciado em faixa branco, verde e alvo. Alternativamente: Num campo de prata 1:2 uma faixa de sinopla.
Escudo de armas: Escudo partido e entado em ponta. Primeiro, campo de prata. Segundo, campo de sinople. Brochante sobre ambos campos, uma cruz latina de golos e um machado em natural, dispostos em sautor. Terceiro, em campo de gules uma rosa de prata com sementes e espinhas de ouro. Em cima uma coroa mural de três torres. Em listel de blau 'SOMOS LIVRES' em sable.

### Limites
- Ao norte com Palestiniana, Chinchiná e Villamaría (Caldas),
- Ao sul com os municípios de Pereira e Dosquebradas;
- Pelo oriente com o município de Villamaría (Caldas) e Santa Isabel (Tolima);
- Pelo ocidente com os municípios de Pereira, Marselha e Dosquebradas.

## Órgãos de difusão
- Periódico o Faro.
- Antena de ande-los 1520 AM
- Celestial Stereo 104.1 FM
- Peiodico Ecos de Santa Rosa de Cabal.
- Revista Cívica Santa Rosa
- Atalaya Santa Rosa

## Ligação externa
- Web Site Oficial
- Site Web cultural e social do município
- Site de Turismo
- Ficha Municipal